# Josef Bucher
Josef Bucher (Friesach, 19 augustus 1965) is een Oostenrijks politicus. Van 2008 tot 2013 was hij de partijleider van de BZÖ. Na het overlijden van leider Jörg Haider op 11 oktober was Stefan Petzner in eerste instantie de nieuwe partijleider, maar hij werd 10 dagen later ontslagen na diens bekentenis dat hij de minnaar zou zijn geweest van Jörg Haider. Bucher werd benoemd tot de nieuwe leider.
Josef Bucher, hoteleigenaar en vader van twee kinderen, is gescheiden.